# Nehebkau

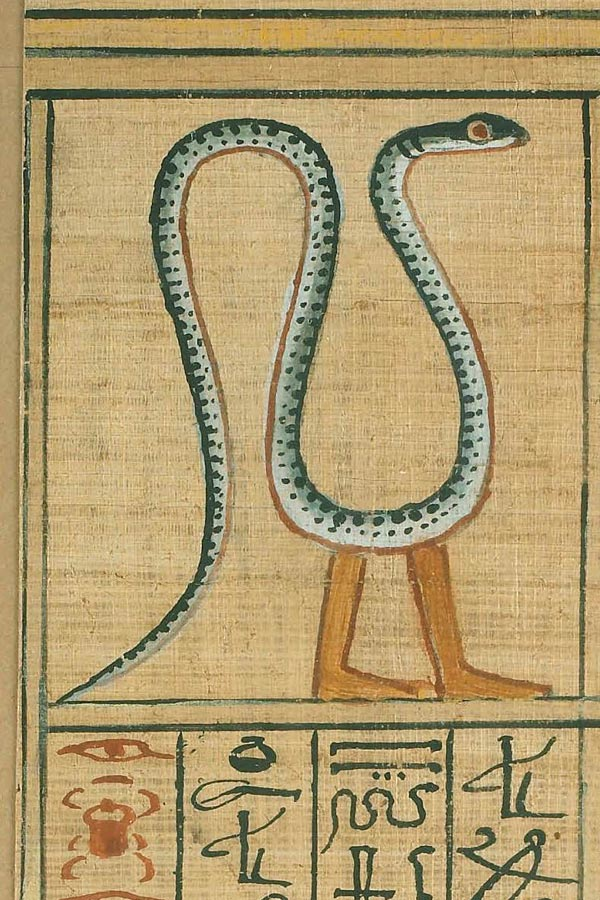
Nehebkau

Nehebkau, “El que aprovisiona los Kas”, es un  dios egipcio armonizador de Kas y protector de la realeza, especie de demonio serpiente de dos cabezas, representado en ocasiones como una serpiente con brazos humanos. Era hijo de la diosa escorpión Selkis aunque según otra tradición sus padres eran Geb y Renenunet.

## Mitología
Era uno de los 42 dioses jueces de la sala de Maat mencionado en el libro de las Puertas. Habitaba en la segunda caverna de la Duat y ante él se debía defender que no se había actuado con arrogancia ni hecho distinciones consigo mismo. También se le menciona como protector de la décima Aat o región (Nut Emt Qahu) de la Duat cercana al pesaje de corazones.